# Kostel svatého Martina (Javorník)
Kostel svatého Martina je římskokatolický, orientovaný filiální, bývalý farní kostel v Javorníku, místní části obce Rudník. Patří do farnosti Trutnov II – Horní Staré Město. Od 4. 10. 1993 je chráněn jako kulturní památka České republiky. Je příkladem vesnického sakrálního okrsku.

## Historie
Kostel, obklopený hřbitovem vymezeným ohradní zdí, byl ve slohu vrcholného baroka vybudován stavitelem A. Parmou z Hostinného v letech 1707–1708. V současnosti není využíván a chátrá, stejně jako celé okolí. Střecha je z porezlého plechu, chybí část střešních okének. Statika budovy je narušená, ve zdivu jsou svislé praskliny, staticky porušená je i klenba. Omítka je zčásti poškozena. Část oken je rozbitá.
Pozemek s kostelem je od srpna 2017 majetkem spolku Omnium, který usiluje o záchranu památky.

## Architektura
Jednolodní budova z let 1707–1708. Presbytář je obdélný, polygonálně ukončený. Na severní straně je čtvercová sakristie, nad západním průčelím je vysoká a mohutná hranolová věž. Hlavní portál v západním průčelí je jednoduchý a nezdobený. Vedlejší vstup v jižní zdi lodi je zdoben reliéfem Krista.

## Interiér
V interiéru byla je nezvyklá trojramenná kruchta na toskánských sloupech, mající ve střední části dvě patra. Ještě před jejím zřícením v roce 2004 byly varhany odstěhovány do kostela v Podlažicích na Chrudimsku. Inventář je barokní, oltář je dílem mistra Tobiáše z Lánova. Kamennou kazatelnu na toskánském sloupu vytvořil K. Parma.

## Bohoslužby
Pravidelné bohoslužby se v kostele nekonají.